# Érsek Tibor (biológus)
Érsek Tibor (Kecskemét, 1945. május 8. – 2023. november 24.) magyar biológus, növénykórtanos professzor, a gombaszerű Phytophthora-nemzetség kutatója.

## Életpályája
Gyermek- és kamaszéveit szülővárosában töltötte, a Kecskeméti Katona József Gimnáziumban érettségizett, majd konzervipari szakképesítést is szerzett, miután az életcélként kitűzött állatorvosi pályához az Állatorvosi Egyetemre való felvételije nem volt sikeres.1964-ben felvették Szegedre, a József Attila Tudományegyetem (JATE) biológus szakára. A mikrobák vonzásában Ferenczy Lajos mikrobiológus és munkatársai irányításával készítette el diplomamunkáját, és szerzett biológusi diplomát 1970-ben. 
Pályakezdőként a Növényvédelmi Kutatóintézet olyan kutatói közösségébe került, ahol már példaértékű kutatók, mint Király Zoltán növénypatológus, Klement Zoltán agrármérnök, bakteriológus, Vörös József biológus, mikológus, a „nagy öregek” mellett egy sor fiatal kutató inspiráló ereje és tudományos előrehaladása volt a mérce.
A Növényvédelmi Kutatóintézetben csaknem négy évtizeden át tevékenykedett, egy évtizeden át ellátta a Növénykórtani Osztály vezetését is. Mindeközben megszerezte az egyetemi doktori (ELTE, 1973), majd a biológia tudomány kandidátusa (1979), végül az MTA doktora (1992) címet. 
A Széchenyi István Egyetem (SZE) Albert Kázmér Mosonmagyaróvári Karán (jogelőd: az 1818-ban alapított Magyaróvári Gazdasági Felsőbb Magántanintézet, 1815-1850, majd többszörös átalakulást követően 2016-tól a győri Széchenyi István Egyetem karaként, 2022-től az alapító Albert Kázmér szász-tescheni herceg nevét viseli), Európának ebben az első, folyamatosan és jelenleg is működő agrár-felsőoktatási tanintézetében 2001-ben habilitált, 2003-ban egyetemi magántanár, majd 2007-től főállású egyetemi tanár, 2015-től professor emeritus.
Pályafutását gyümölcsözően befolyásoló ösztöndíjas tanulmányutakat töltött Olaszországban, az Egyesült Államokban, az NSZK-ban és a Szovjetunióban, valamint Ausztráliában. Meghívott vendégprofesszorként 3-3 évet végzett kutatómunkát a University of Missouri-Columbia (USA) Növénykórtani Tanszékén, 1983-1986 és 1991-1994 időszakokban.

## Munkássága
Kutatói munkássága kezdetben a növényi betegség-ellenállóság biokémiai folyamatainak, valamint a növény és a mikroorganizmus (baktérium-, ill. Phytophthora-fajok) genetikai kölcsönhatásait meghatározó mikrobiális tényezők vizsgálatára összpontosult. Ebben a fiatal kutatói gárda versenyszellemében született meg az a Nature-publikáció, amely egy mindenki által csúcsként tekintett folyóirati közléshez és annak a megállapításához vezetett, hogy a növényi hiperszenzitivitás (HR) – a korábbi állásponttal ellentétben – nem oka, hanem következménye a növénybetegségekkel szembeni rezisztenciának.
Később az elméleti és gyakorlati szempontból is nagy jelentőségű – és gombaszerű szervezetként számon tartott – kórokozó csoport, a Phytophthora-nemzetség került kutatásai középpontjába. Kiemelten foglalkozott a burgonya- és paradicsomvész hírhedt kórokozója, a Phytophthora infestans populációgenetikájával, valamint a Magyarországon előforduló Phytophthora-fajok morfológiai és molekuláris azonosításával. A sajátos ivartalan szaporítóképletek, az ún. zoospórák indukált fúziója révén munkatársaival elsőként bizonyították, hogy két Phytophthora-faj között is lehetséges szomatikus hibridizáció, melynek eredményeként a szülőfajoknál agresszívebb fajhibridek jönnek létre – ma már bizonyítottan a természetben is.

## Fontosabb publikációi
A tudományos eredményei több mint száz közleményben láttak napvilágot, tan- és kézikönyvek írásában és szerkesztésében vett részt.

### Főbb tudományos könyvek és könyvfejezetek
- Érsek T. & Hornok L., szerk. (1985): Kórokozók és a fertőzött növény. Akadémiai Kiadó, Budapest, 210 pp.
- Érsek T. & Gáborjányi R., szerk. (1996): Növénykórtani mikrobiológia. ELTE Eövös Kiadó, Budapest, 170 pp.
- Érsek T. & Gáborjányi R., szerk. (1998): Növénykórokozó mikroorganizmusok (Egyetemi tankönyv). ELTE Eötvös Kiadó, Budapest, 288 pp.
- Érsek T. & Németh L. (2009): Növénykórtani ismeretek. (Egyetemi jegyzet). NyME-MÉK, Mosonmagyaróvár, 263 pp.
- Érsek T.  (2017): A növénypusztító – A Phytophthora-nemzetség múltja és jelene. Universitas-Győr Nonprofit Kft., Győr, 108 pp.
- Szécsi Á., Érsek T. & Varga J. (2003): A gombák filogenetikai rendszere. pp. 71-137. In: Mikológia (Jakucs E. & Vajna L., szerk.). AGROINORM Kiadó, Budapest
- Érsek, T. & Nagy, Z. Á. (2008): Species hybrids in the genus Phytophthora with emphasis on the alder pathogen Phytophthora alni: a review. pp. 31-39. In: The Downy Mildews – Genetics, Molecular Biology and Control (Lebeda, A., Spencer-Phillips, P.T.N. & Cooke, B.M., eds.). Springer (ISBN 978-1-4020-8972-5)
- Érsek T. (2010): A kórokozók elleni védekezés. In: Fenntartható szemléletű szántóföldi növénytermesztéstan (Radics L., szerk.). AGROINFORM Kiadó, Budapest, pp. 271–304.
- Érsek, T. & Man in’ t Veld, W. A. (2013): Phytophthora Species Hybrids: A Novel Threat to Crops and Natural Ecosystems. pp. 37-47. In: Phytophthora: A Global Perspective (Lamour, K. ed.). CAB International, Wallingford, UK

### Szépírói munkássága
A kutatói és oktatói pálya sikerei mellett a szépírói ténykedése is helyet kapott életében. Novellái és egyéb írásai:
- RováSírások (Filács Kiadó Bt., 1998)
- Ördög a zöldfolyosón. Félpercesek ezredvégi gondolatokból; Filács, Budapest, 2000
- Vallomások Lizának. Válogatott elbeszélések; Accordia, Budapest, 2003
- Örvényben. Novellák, szatírák, meditációk; Accordia, Budapest, 2009
- A pók hálójában.Válogatott elbeszélések és novellák; Arcus, Verőce, 2019
- Tűréshatáron belül. Fabula rasa, 50; Arcus, Verőce, 2020

## Fontosabb díjai, elismerései
- MÉM Kiváló Munkáért (1981)
- Frank–Helianthus Alapítvány 1999. évi tudományos pályázatának I. díja (munkatársakkal közösen)
- Széchenyi Professzori Ösztöndíj (1999–2002)
- MAE Növényvédelmi Társaság Linhart György-emlékérem (1999)
- MAE Növényvédelmi Társaság Horváth Géza-emlékérem (2015)
- A Magyar Érdemrend lovagkeresztje (2015)
- Szépirodalmi munkásságához kapcsolódóan egy évtizeden át ellátta a Rákosmenti Irodalmi Műhely elnöki tisztét.